# باغ مینوی سالار
باغ مینوی سالار یکی از باغ‌های تاریخی استان فارس واقع در شهر شیراز بوده‌است که توسط ناصرالدین سالار مشهور به سالار جنگ بنا شده‌است. سالار جنگ، این باغ را با شیوۀ پسندیده‌ای آراست و دو عمارت در آن ساخت.
این باغ که هم‌اکنون ویران شده‌است در غرب شیراز قدیم،در محله مسجد بردی شیراز (قصردشت)  و در کنار باغ نوابی قرار داشته‌است و از باغ‌های سرسبز و قدیمی بوده و گردشکاه مردم شیراز به شمار می‌رفته است.